# Boucau
Boucau is een gemeente in het Franse departement Pyrénées-Atlantiques (regio Nouvelle-Aquitaine). De plaats maakt deel uit van het arrondissement Bayonne. In de gemeente ligt de spoorweghalte Boucau. Boucau telde op 1 januari 2022 8.934 inwoners.
Boucau en Romatet waren gehuchten van Tarnos tot ze in 1857 van Tarnos werden losgemaakt om een zelfstandige gemeente te vormen. Tussen 1883 en 1962 waren veel inwoners werkzaam in de staalfabriek Forges de l'Adour.

## Geografie
De oppervlakte van Boucau bedroeg op 1 januari 2022 5,82 vierkante kilometer; de bevolkingsdichtheid was toen 1.535,1 inwoners per km². De gemeente ligt aan de Adour.

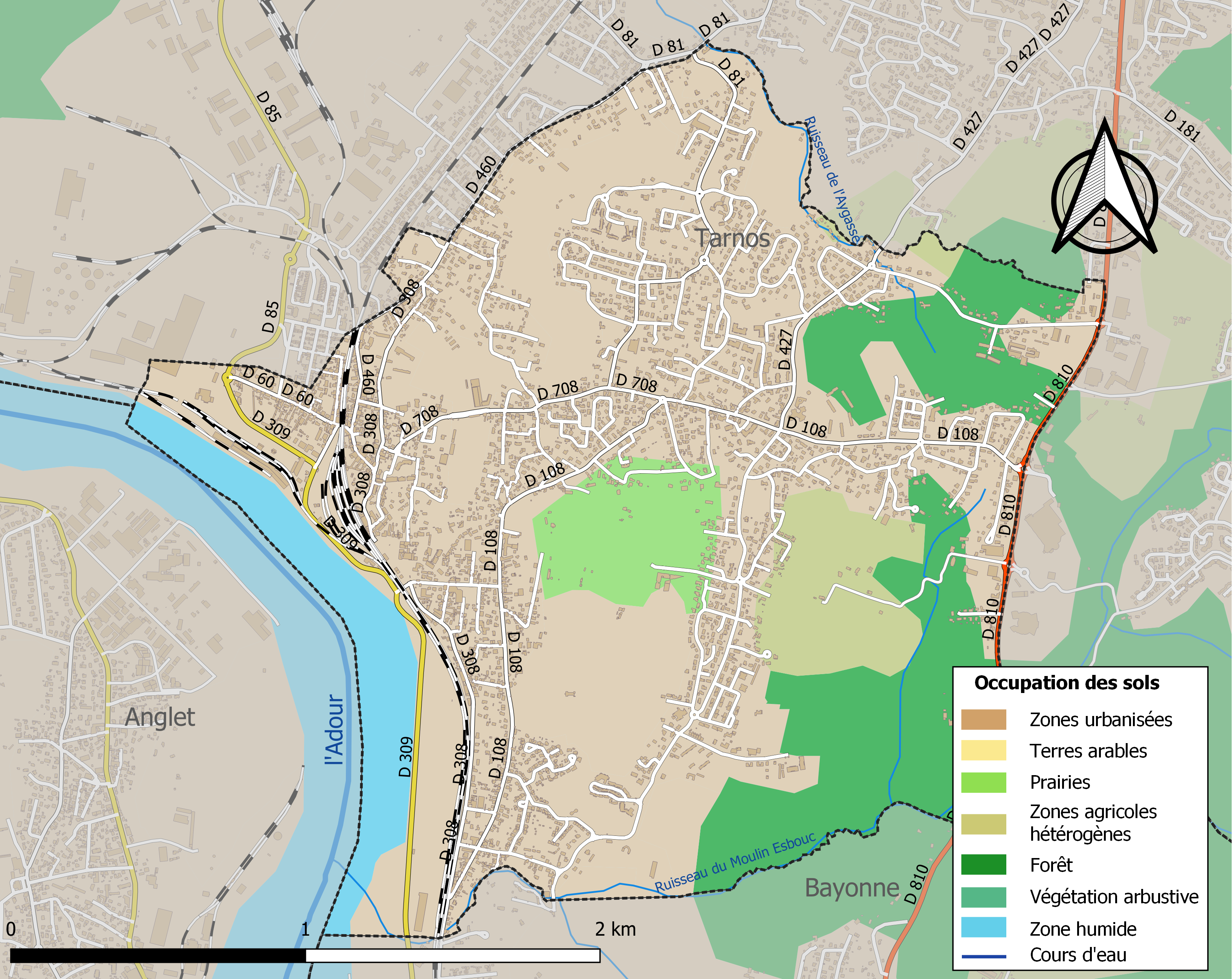
Kaart van de gemeente met belangrijkste infrastructuur, bodemgebruik en omliggende gemeenten

## Demografie
Onderstaande figuur toont het verloop van het inwonertal (bron: INSEE-tellingen).